# Big Brother Brasil 13
Big Brother Brasil 13 foi a décima terceira temporada do reality show brasileiro Big Brother Brasil, exibida pela TV Globo entre de 8 de janeiro e 26 de março de 2013, com 78 dias de confinamento. O programa contou com apresentação de Pedro Bial e direção de José Bonifácio Brasil de Oliveira, o Boninho.
A temporada já estava confirmada oficialmente desde março de 2012 como parte de um contrato entre a Endemol e TV Globo, o que garantiu a exibição do reality até 2016 e depois até 2020.
Essa foi a primeira edição que foi exibida em HD e o primeiro reality show e programa da TV Globo a ser transmitido em 3D, sendo transmitido também com Closed Caption.
Essa foi a segunda temporada, seguida do Big Brother Brasil 10, a ter ex-participantes de edições passadas voltando a competir.
A edição terminou com a vitória da advogada Fernanda Keulla, que recebeu 62,79% dos votos, e faturou o prêmio máximo de R$ 1,5 milhão sem desconto de impostos, e um carro Fiat 500.

## O Jogo

### Seleção dos participantes
As seletivas regionais aconteceram de 30 de março de 2012 a 30 de julho e passaram por nove diferentes cidades brasileiras.
As seletivas nacionais começaram em 31 de julho de 2012 e foram até 31 de outubro. As entrevistas semifinais foram realizadas em novembro de 2012 e as entrevistas finais foram realizadas no início de dezembro do mesmo ano.

### Ex-participantes de volta ao jogo
O programa contou com seis ex-participantes de edições passadas (posteriormente sete, com a desistência de Bambam e a entrada de Yuri). A produção do reality show abriu votações na internet e o público pôde indicar quem gostaria que voltasse ao programa, porém, a escolha do participante pelo público serviu apenas de "critério de desempate" entre os produtores. No total, foram 28 batalhas entre diversos ex-participantes de várias edições do programa.
Os ex-participantes que voltaram à competição foram: Os vencedores Kleber Bambam (Big Brother Brasil 1) e Dhomini Ferreira (Big Brother Brasil 3), seguidos por Fani Pacheco (Big Brother Brasil 7), Natália Casassola (Big Brother Brasil 8), Anamara Barreira (Big Brother Brasil 10) e Eliéser Ambrósio (Big Brother Brasil 10). Quando Bambam desistiu do jogo, Yuri Fernandes (Big Brother Brasil 12) entrou em seu lugar.

### Casa de Vidro
Assim como na nona e na décima primeira edição, esta edição também contou com a famosa "Casa de Vidro", que ficou no Santana Parque Shopping, em São Paulo, com seis candidatos competindo por 2 vagas na casa principal. O casal mais votado (Kamilla foi a mais votada das mulheres e Marcello foi o mais votado dos homens) entrou na casa do BBB13.
Os candidatos entraram na Casa de Vidro no dia 5 de janeiro, e ficaram até 11 de janeiro. Os internautas puderam acompanhar a rotina deles, ao vivo, diariamente das 10h às 22h, na página oficial do programa.
| André Coelho Araújo                | 25 | Advogado         | Brasília, Distrito Federal     | Não escolhido |  |  |  |  |  |  |  |  |  |  |  |  |  |  |  |
| Bernardo Lima                      | 29 | Empresário       | Florianópolis, Santa Catarina  | Não escolhido |  |  |  |  |  |  |  |  |  |  |  |  |  |  |  |
| Marcello Soares                    | 31 | Personal trainer | Rio de Janeiro, Rio de Janeiro | Escolhido     |  |  |  |  |  |  |  |  |  |  |  |  |  |  |  |
|                                    |    |                  |                                |               |  |  |  |  |  |  |  |  |  |  |  |  |  |  |  |
| Kamilla Ghabrise Rodrigues Salgado | 25 | Modelo           | Belém, Pará                    | Escolhida     |  |  |  |  |  |  |  |  |  |  |  |  |  |  |  |
| Kelly Baron                        | 26 | Secretária       | Curitiba, Paraná               | Não escolhida |  |  |  |  |  |  |  |  |  |  |  |  |  |  |  |
| Samara Pessato da Fonseca          | 30 | Vendedora        | São Paulo, São Paulo           | Não escolhida |  |  |  |  |  |  |  |  |  |  |  |  |  |  |  |

### "BBB na sua casa"
Pela primeira vez no reality desde sua estreia, os internautas poderão mandar mensagens (com vídeos), durante as festas, opinando sobre os brothers e sobre a festa. As mensagens são passadas diretamente no programa.

### "BBB Vai e Volta"
Em 25 de janeiro, uma novidade estreou nesta edição, intitulada "BBB Vai e Volta", os participantes tiveram que formar um Paredão falso ao vivo. O Líder indicou uma pessoa e os demais definiram seu adversário em uma votação aberta. Um dia depois, este foi "eliminado" após a votação dos telespectadores, e ficou 24 horas em um quarto, acompanhando tudo o que acontecia no reality show. Porém voltou a casa em 27 de janeiro como Líder e indicou um participante ao Paredão. O Líder antecessor perdeu o direito ao voto, mas ganhou a imunidade.

### "Sumiu, Apareceu"
O "Sumiu, Apareceu", novidade no programa, consistiu em que a primeira pessoa que fosse à dispensa no dia 16 de fevereiro, seria "sequestrada", onde ficaria o dia todo em um Spa e que voltaria só a noite. Kamilla foi a "sequestrada" e foi levada ao Spa. Os participantes não sabiam o que havia ocorrido, e suspeitavam de que a mesma havia sido retirada. A produção também mandou os participantes arrumarem a mala de Kamilla à tarde, para dar a falsa ideia de que a participante tinha ido mesmo embora. À noite, Kamilla voltou à casa, contando o que havia ocorrido.

### "Correndo Contra o Tempo"
Foi colocado um totem com um cronômetro às 12h no gramado da casa com uma contagem regressiva de 20 horas. Quem apertasse o botão para interromper a contagem ficaria imune. O Big Fone, que tocou no mesmo dia mais cedo, emparedou automaticamente Eliéser, que o atendeu. Caso o participante que atendeu o Big Fone o apertasse, no caso Eliéser, ganharia a imunidade e o direito de enviar alguém para o Paredão. Se ninguém interrompesse o cronômetro, a imunidade se perderia. Fernanda apertou o botão e ganhou imunidade.

### "Caixa Surpresa"
Foi colocada uma caixa supresa no jardim na casa, com 30 chaves escondidas, e quem encontrasse a chave certa poderia entrar. A surpresa era ganhar R$ 10 mil, tirar duas pessoas da prova do anjo (que seria autoimune), e indicar alguém para o Paredão. Andressa encontrou a chave certa, tirou Fani e Kamilla da prova do anjo e indicou Kamilla ao Paredão.

### "Parece, Mas Não É"
Um ator estrangeiro entrou no reality e se apresentou como participante do Gran Hermano Argentina, em intercâmbio. Ele disse que foi ao Big Brother Brasil para dar imunidade a alguém que iria passar uma semana no Gran Hermano Argentino, mas era tudo uma farsa. O objetivo foi descobrir quem era o maior "puxa-saco" do novo visitante. O apresentador Pedro Bial revelou que era tudo uma brincadeira, porém não disse aos participantes que se tratava de um ator.

### Poder do Não e Prova da repescagem
O "poder do não", introduzido na edição anterior e que dá direito a um participante de vetar um número de companheiros da prova do Líder da semana, permaneceu nessa edição, mas com uma novidade. A partir da 4ª semana, os vetados pelo detentor do "poder do não" da semana participavam de uma prova de repescagem, normalmente realizada às quartas-feiras, onde o ganhador voltava a ter o direito de participar da prova do Líder e, eventualmente, podia salvar outro(s) vetado(s). As repescagens foram realizadas até a 9ª semana.
| Semana | Poder do Não | Total de vetos | Último Líder | Participantes vetados                          | Salvo(s) pela repescagem |
| ------ | ------------ | -------------- | ------------ | ---------------------------------------------- | ------------------------ |
| 2      | Fernanda     | 4              | Fani         | Kamilla, Marcello, Natália e Yuri              | Sem repescagem           |
| 3      | Marcello     | 3              | Ivan         | Anamara, Andressa e Fernanda                   | Sem repescagem           |
| 4      | Marien       | 5              | Anamara      | André, Fani, Fernanda, Kamilla e Yuri          | Fani                     |
| 5      | Fernanda     | 6              | Marien       | Anamara, Eliéser, Fani, Ivan, Nasser e Natália | Fani, Ivan e Nasser      |
| 6      | Eliéser      | 4              | Kamilla      | Fani, Ivan, Marcello e Nasser                  | Ivan e Marcello          |
| 7      | Nasser       | 5              | Anamara      | André, Eliéser, Fani, Fernanda e Kamilla       | André e Fani             |
| 8      | Fani         | 4              | André        | Andressa, Fernanda, Marcello e Nasser          | Andressa e Nasser        |
| 9      | André        | 3              | Kamilla      | Andressa, Nasser e Natália                     | Nasser e Natália         |
| 10     | André        | 1              | Fernanda     | Nasser                                         | Sem repescagem           |

## Shows e participações especiais
| Data            | Artista/Banda                                             | Tema                                | Ref    |
| --------------- | --------------------------------------------------------- | ----------------------------------- | ------ |
| 9 de janeiro    | DJ André Marques                                          | Festa Rave                          | [ 23 ] |
| 12 de janeiro   | DJ Luca Di Napoli                                         | Festa Espacial                      | [ 14 ] |
| 16 de janeiro   | Barão Vermelho                                            | Festa Retrô                         | [ 24 ] |
| 19 de janeiro   | Gaby Amarantos                                            | Festa Techno Brega                  | [ 25 ] |
| 23 de janeiro   | Naldo                                                     | Festa Charme                        | [ 26 ] |
| 26 de janeiro   | Gusttavo Lima                                             | Festa Saloon                        | [ 27 ] |
| 30 de janeiro   | RPM                                                       | Festa Hipnose                       | [ 28 ] |
| 6 de fevereiro  | Claudia Leitte                                            | Festa Energia Que Contagia          | [ 29 ] |
| 9 de fevereiro  | Carrossel de Emoções                                      | Festa Folia                         | [ 30 ] |
| 13 de fevereiro | Ellen Oléria, Danilo Dyba, Ludmillah Anjos e Mira Callado | Festa The Voice Brasil              | [ 31 ] |
| 16 de fevereiro | Leo Jaime                                                 | Festa Disco                         | [ 32 ] |
| 20 de fevereiro | Michel Teló                                               | Festa Volta ao Mundo                | [ 33 ] |
| 23 de fevereiro | Titãs                                                     | Festa Circo Mágico                  | [ 34 ] |
| 27 de fevereiro | Daniel                                                    | Festa Flores                        | [ 35 ] |
| 2 de março      | João Neto & Frederico, Humberto & Ronaldo e Israel Novaes | Festa do Cangaço - Noite do Arrocha | [ 36 ] |
| 4 de março      | Tiago Abravanel com musical Tim Maia - Vale Tudo          | Teatro Musical                      | [ 37 ] |
| 6 de março      | Carlinhos Brown                                           | Festa Astral                        | [ 38 ] |
| 9 de março      | Marquinho, OSócio                                         | Festa Baile do Sócio                | [ 39 ] |
| 11 de março     | Rock in Rio, o musical                                    | Teatro Musical                      | [ 40 ] |
| 13 de março     | Sorriso Maroto                                            | Festa Malandra                      | [ 41 ] |
| 16 de março     | Só pra Contrariar                                         | Festa Fundo do Mar                  | [ 42 ] |
| 20 de março     | Fernando & Sorocaba                                       | Festa Crazy                         | [ 43 ] |
| 26 de março     | Lulu Santos                                               | Final                               | [ 44 ] |

## Controvérsias

### Suposta crueldade de Dhomini com um cachorro
O participante Dhomini declarou durante o reality show ter arrancado os dentes de um cachorro com um machado. A declaração gerou indignação que repercutiu nas redes sociais nos dias seguintes.
Apesar de Dhomini ter desmentido o fato no dia seguinte, dizendo que se tratava de uma piada, e de a esposa dele, Adriana Manata, ter declarado que o fato nunca aconteceu, o Ministério Público de Goiás declarou na ocasião que instauraria um inquérito para investigar o possível crime. Por ter contado a história em rede nacional, Dhomini poderia ainda responder por crime de incitação à violência.
O inquérito foi aberto em 18 de janeiro de 2013. Na investigação, foi feita uma simulação da cena em que o suposto crime teria ocorrido. A conclusão foi de que o uso de um machado teria causado lesões profundas, já que o instrumento é maior que a cabeça de um cachorro. Antes de concluir a investigação, médicos veterinários foram consultados. Segundo o delegado Luziano Carvalho, da Delegacia Estadual de Repressão a Crimes Contra o Meio Ambiente (DEMA) de Goiás, "é impossível que tenha ocorrido o crime". Mesmo tendo sido uma mentira ou uma brincadeira, Dhomini poderia talvez ser condenado por incitação  ou apologia ao crime, mas a conclusão é que também não houve essa tipificação. "Trata-se de um fato atípico", disse o delegado. Diante dessas evidências, o caso foi arquivado.

### Erro na prova do Líder
Durante uma das provas do Líder, houve um erro que por consequência iniciou uma grande polêmica e repercussão nas redes sociais após telespectadores colocarem em dúvida o resultado. A prova, que era patrocinada pela empresa Panasonic, tinha como objetivo de que cada participante deveria pegar impulso em uma plataforma e se jogar em um colchão para deslizar até cruzar a tela de uma televisão gigante. Sensores marcavam o tempo no começo e no fim do colchão. A participante Kamilla tinha feito um tempo de 1,4 divulgado pela produção, mas quando visto o vídeo detalhadamente antes de cravar o tempo, o cronômetro marcou 1,88 e passou para 1,135 até chegar a 1,4, portanto, com esse resultado divulgado pela produção do programa a moça seria a terceira colocada (mas foi anunciada como Líder), depois de Fani e Natália, que fizeram a prova em 1,408, e Nasser em 1,65. Logo depois, deu-se o erro da prova: o cronômetro não havia mostrado as casa decimais. Com o resultado corrigido, o participante Nasser, então, foi o Líder, com um tempo de 1,065 antes dos 1,088 de Kamilla.
A empresa patrocinadora da prova, com tamanha repercussão, já havia divulgado um comunicado via Facebook atestando que "os cronômetros utilizados na prova não foram fornecidos pela marca e que entrou em contato com a produção do "BBB13" para averiguar possíveis falhas." O site oficial do reality já havia também divulgado uma nota informando que "está sendo analisada para verificar um possível erro na cronometragem". No dia seguinte, na edição, o apresentador Pedro Bial anunciou o resultado da prova aos participantes.

## Participantes
Nesta edição, o BBB contou com 17 participantes oficiais. Dos 17, seis (posteriormente sete, devido a desistência de um dos participantes) eram ex-BBBs de outras edições que voltaram a participar nesta e dois participantes entraram depois do início do programa pela votação da Casa de Vidro. A seguir, os participantes da décima terceira edição do programa.
As informações referentes a profissão dos participantes estão de acordo com o momento em que ingressaram no programa.
| Participante                                                 | Data de nascimento | Ocupação              | Origem                          | Resultado                               | Ref.   |
| ------------------------------------------------------------ | ------------------ | --------------------- | ------------------------------- | --------------------------------------- | ------ |
| Fernanda Keulla Vilaça                                       | 22/05/1986         | Advogada              | Belo Horizonte, Minas Gerais    | Vencedora em 26 de março de 2013        | [ 56 ] |
| Nasser Bernardes Rodrigues                                   | 25/11/1988         | Vendedor              | Porto Alegre, Rio Grande do Sul | 2º lugar em 26 de março de 2013         | [ 57 ] |
| Andressa Ganacin                                             | 09/08/1989         | Esteticista           | Cianorte, Paraná                | 3º lugar em 26 de março de 2013         | [ 58 ] |
| Natália Bohm Casassola Big Brother Brasil 8                  | 08/07/1985         | Ex-BBB                | Passo Fundo, Rio Grande do Sul  | 13ª eliminada em 24 de março de 2013    | [ 59 ] |
| André Borges Martinelli                                      | 05/04/1988         | Empresário            | Vitória, Espírito Santo         | 12º eliminado em 19 de março de 2013    | [ 60 ] |
| Fani Miranda Pacheco Big Brother Brasil 7                    | 24/05/1982         | Ex-BBB                | Nova Iguaçu, Rio de Janeiro     | 11ª eliminada em 17 de março de 2013    | [ 61 ] |
| Kamilla Ghabrise Rodrigues Salgado                           | 31/03/1987         | Modelo                | Belém, Pará                     | 10ª eliminada em 12 de março de 2013    | [ 62 ] |
| Anamara Cristiane de Brito Barreira Big Brother Brasil 10    | 13/07/1984         | Ex-BBB                | Juazeiro, Bahia                 | 9ª eliminada em 5 de março de 2013      | [ 63 ] |
| Marcello Soares                                              | 08/10/1981         | Personal trainer      | Rio de Janeiro, Rio de Janeiro  | 8º eliminado em 3 de março de 2013      | [ 64 ] |
| Eliéser José Ambrósio Big Brother Brasil 10                  | 12/05/1984         | Ex-BBB                | Maringá, Paraná                 | 7º eliminado em 26 de fevereiro de 2013 | [ 65 ] |
| Ivan Marcondes Antônio                                       | 26/01/1986         | Professor de inglês   | Rio Claro, São Paulo            | 6º eliminado em 19 de fevereiro de 2013 | [ 66 ] |
| Marien dos Reis y Carretero                                  | 06/12/1987         | Bailarina de Flamenco | Belo Horizonte, Minas Gerais    | 5ª eliminada em 12 de fevereiro de 2013 | [ 67 ] |
| Yuri Fernandes Magalhães de Almeida Big Brother Brasil 12    | 31/10/1985         | Ex-BBB                | Goiânia, Goiás                  | 4º eliminado em 5 de fevereiro de 2013  | [ 68 ] |
| Aslan Cabral                                                 | 12/01/1980         | Artista plástico      | Recife, Pernambuco              | 3º eliminado em 29 de janeiro de 2013   | [ 69 ] |
| André Augusto Ferreira Fontes (Dhomini) Big Brother Brasil 3 | 27/09/1972         | Ex-BBB                | Goiânia, Goiás                  | 2º eliminado em 22 de janeiro de 2013   | [ 70 ] |
| Aline Santos Mattos                                          | 08/12/1981         | Recepcionista         | Rio de Janeiro, Rio de Janeiro  | 1ª eliminada em 15 de janeiro de 2013   | [ 71 ] |
| Kleber de Paula Pedra (Bambam) Big Brother Brasil 1          | 14/02/1978         | Ex-BBB                | Campinas, São Paulo             | Desistente em 12 de janeiro de 2013     | [ 72 ] |

## Histórico
|                     |                     | Sem 1                                  | Sem 1                   | Sem 2                     | Sem 3                        | Sem 3                      | Sem 4                         | Sem 5                     | Sem 6                     | Sem 7                      | Sem 8                         | Sem 8                     | Sem 9                      | Sem 10                   | Sem 10                        | Sem 11                        | Sem 11                      | Votos recebidos |
| Bolha               | Dia 6               | Dia 18                                 | Dia 20                  | Sem 2                     | Dia 53                       | Dia 55                     | Sem 4                         | Sem 5                     | Sem 6                     | Sem 7                      | Dia 67                        | Dia 69                    | Sem 9                      | Dia 75                   | Final                         |                               |                             | Votos recebidos |
| ------------------- | ------------------- | -------------------------------------- | ----------------------- | ------------------------- | ---------------------------- | -------------------------- | ----------------------------- | ------------------------- | ------------------------- | -------------------------- | ----------------------------- | ------------------------- | -------------------------- | ------------------------ | ----------------------------- | ----------------------------- | --------------------------- | --------------- |
| Líder               | Líder               | (nenhum)                               | Bambam Fani             | Ivan                      | Eliéser                      | Anamara                    | Marien                        | Kamilla                   | Anamara                   | André                      | Nasser                        | Kamilla                   | Fernanda                   | André                    | Nasser                        | Andressa                      | (nenhum)                    |                 |
| Anjo                | Anjo                | (nenhum)                               | (nenhum)                | Marcello                  | (nenhum)                     | Eliéser                    | Nasser                        | Anamara                   | Natália                   | Nasser                     | (nenhum)                      | (nenhum)                  | Natália                    | (nenhum)                 | (nenhum)                      | (nenhum)                      | (nenhum)                    |                 |
| Imunizado           | Imunizado           | (nenhum)                               | (nenhum)                | Kamilla                   | (nenhum)                     | Natália                    | Nasser                        | Nasser                    | André                     | Andressa                   | (nenhum)                      | (nenhum)                  | Natália                    | (nenhum)                 | (nenhum)                      | (nenhum)                      | (nenhum)                    |                 |
| Big Fone            | Big Fone            | (nenhum)                               | (nenhum)                | (nenhum)                  | (nenhum)                     | (nenhum)                   | Eliéser                       | Nasser                    | Marcello                  | Eliéser                    | André                         | (nenhum)                  | (nenhum)                   | (nenhum)                 | (nenhum)                      | (nenhum)                      | (nenhum)                    |                 |
| Indicado (Big Fone) | Indicado (Big Fone) | (nenhum)                               | (nenhum)                | (nenhum)                  | (nenhum)                     | (nenhum)                   | (nenhum)                      | Eliéser                   | Eliéser                   | Eliéser                    | Marcello                      | (nenhum)                  | (nenhum)                   | (nenhum)                 | (nenhum)                      | (nenhum)                      | (nenhum)                    |                 |
| Indicado (Líder)    | Indicado (Líder)    | (nenhum)                               | Aline                   | Anamara                   | Anamara                      | Aslan                      | Fani                          | Marien                    | Kamilla                   | Marcello                   | Fani                          | Nasser                    | Nasser                     | Nasser                   | André                         | Natália                       | (nenhum)                    |                 |
| Indicado (Casa)     | Indicado (Casa)     | (nenhum)                               | Ivan                    | Dhomini                   | Marcello                     | Marcello                   | Marcello Yuri                 | Fernanda                  | Ivan                      | Nasser                     | Kamilla                       | Anamara Fani              | Andressa                   | Fani                     | Fernanda                      | Fernanda                      | (nenhum)                    |                 |
|                     |                     |                                        |                         |                           |                              |                            |                               |                           |                           |                            |                               |                           |                            |                          |                               |                               |                             |                 |
|                     | Fernanda            | Casa BBB                               | Ivan                    | Marcello                  | Marcello                     | Marcello                   | Yuri                          | Fani                      | Ivan                      | Nasser                     | Anamara                       | Anamara                   | Líder                      | Fani                     | Natália                       | Não elegível                  | Vencedora (Dia 78)          | 15              |
|                     | Nasser              | Casa BBB                               | Aslan                   | Dhomini                   | Kamilla                      | Kamilla                    | Marcello                      | Fernanda                  | Fani                      | Fani                       | Kamilla                       | Fani                      | Fani                       | Fani                     | Fernanda                      | Não elegível                  | 2º lugar (Dia 78)           | 8               |
|                     | Andressa            | Casa BBB                               | André                   | Yuri                      | Marcello                     | Kamilla                    | Yuri                          | André                     | Marcello                  | Fani                       | Kamilla                       | Fani                      | Fani                       | Fani                     | Fernanda                      | Líder                         | 3º lugar (Dia 78)           | 7               |
|                     | Natália             | Casa BBB                               | Fernanda                | André                     | Marcello                     | Marcello                   | Marcello                      | Marcello                  | Marcello                  | Kamilla                    | Kamilla                       | Fernanda                  | André                      | Fernanda                 | Fernanda                      | Fernanda                      | Eliminada (Dia 76)          | 6               |
|                     | André               | Casa BBB                               | Ivan                    | Dhomini                   | Marien                       | Marcello                   | Anamara                       | Fani                      | Ivan                      | Líder                      | Anamara                       | Anamara                   | Andressa                   | Líder                    | Natália                       | Eliminado (Dia 71)            | Eliminado (Dia 71)          | 12              |
|                     | Fani                | Casa BBB                               | Líder                   | Dhomini                   | Fernanda                     | Marien                     | André                         | Fernanda                  | Marcello                  | Nasser                     | Andressa                      | Andressa                  | Andressa                   | Andressa                 | Eliminada (Dia 69)            | Eliminada (Dia 69)            | Eliminada (Dia 69)          | 16              |
|                     | Kamilla             | Bolha BBB                              | Ausente                 | Marien                    | Marien                       | Yuri                       | Yuri                          | Líder                     | Ivan                      | Nasser                     | Anamara                       | Líder                     | Andressa                   | Eliminada (Dia 64)       | Eliminada (Dia 64)            | Eliminada (Dia 64)            | Eliminada (Dia 64)          | 15              |
|                     | Anamara             | Casa BBB                               | Ivan                    | Nasser                    | Marcello                     | Marcello                   | Marcello                      | Marcello                  | Líder                     | Kamilla                    | Kamilla                       | André                     | Eliminada (Dia 57)         | Eliminada (Dia 57)       | Eliminada (Dia 57)            | Eliminada (Dia 57)            | Eliminada (Dia 57)          | 9               |
|                     | Marcello            | Bolha BBB                              | Ausente                 | Dhomini                   | Fernanda                     | Fernanda                   | Natália                       | Anamara                   | Natália                   | Fani                       | André                         | Eliminado (Dia 55)        | Eliminado (Dia 55)         | Eliminado (Dia 55)       | Eliminado (Dia 55)            | Eliminado (Dia 55)            | Eliminado (Dia 55)          | 22              |
|                     | Eliéser             | Casa BBB                               | Ivan                    | Dhomini                   | Líder                        | Fani                       | Marcello                      | Ivan                      | Ivan                      | Nasser                     | Eliminado (Dia 50)            | Eliminado (Dia 50)        | Eliminado (Dia 50)         | Eliminado (Dia 50)       | Eliminado (Dia 50)            | Eliminado (Dia 50)            | Eliminado (Dia 50)          | 5               |
|                     | Ivan                | Casa BBB                               | Aslan                   | Líder                     | Kamilla                      | Kamilla                    | Eliéser                       | Fernanda                  | Natália                   | Eliminado (Dia 43)         | Eliminado (Dia 43)            | Eliminado (Dia 43)        | Eliminado (Dia 43)         | Eliminado (Dia 43)       | Eliminado (Dia 43)            | Eliminado (Dia 43)            | Eliminado (Dia 43)          | 10              |
|                     | Marien              | Casa BBB                               | André                   | Yuri                      | Kamilla                      | André                      | Líder                         | Fernanda                  | Eliminada (Dia 36)        | Eliminada (Dia 36)         | Eliminada (Dia 36)            | Eliminada (Dia 36)        | Eliminada (Dia 36)         | Eliminada (Dia 36)       | Eliminada (Dia 36)            | Eliminada (Dia 36)            | Eliminada (Dia 36)          | 6               |
|                     | Yuri                | Ausente                                | André                   | Eliéser                   | Kamilla                      | Marien                     | Marcello                      | Eliminado (Dia 29)        | Eliminado (Dia 29)        | Eliminado (Dia 29)         | Eliminado (Dia 29)            | Eliminado (Dia 29)        | Eliminado (Dia 29)         | Eliminado (Dia 29)       | Eliminado (Dia 29)            | Eliminado (Dia 29)            | Eliminado (Dia 29)          | 6               |
|                     | Aslan               | Casa BBB                               | Ivan                    | Dhomini                   | Marcello                     | Andressa                   | Eliminado (Dia 22)            | Eliminado (Dia 22)        | Eliminado (Dia 22)        | Eliminado (Dia 22)         | Eliminado (Dia 22)            | Eliminado (Dia 22)        | Eliminado (Dia 22)         | Eliminado (Dia 22)       | Eliminado (Dia 22)            | Eliminado (Dia 22)            | Eliminado (Dia 22)          | 3               |
|                     | Dhomini             | Casa BBB                               | André                   | Eliéser                   | Eliminado (Dia 15)           | Eliminado (Dia 15)         | Eliminado (Dia 15)            | Eliminado (Dia 15)        | Eliminado (Dia 15)        | Eliminado (Dia 15)         | Eliminado (Dia 15)            | Eliminado (Dia 15)        | Eliminado (Dia 15)         | Eliminado (Dia 15)       | Eliminado (Dia 15)            | Eliminado (Dia 15)            | Eliminado (Dia 15)          | 6               |
|                     | Aline               | Casa BBB                               | Fernanda                | Eliminada (Dia 8)         | Eliminada (Dia 8)            | Eliminada (Dia 8)          | Eliminada (Dia 8)             | Eliminada (Dia 8)         | Eliminada (Dia 8)         | Eliminada (Dia 8)          | Eliminada (Dia 8)             | Eliminada (Dia 8)         | Eliminada (Dia 8)          | Eliminada (Dia 8)        | Eliminada (Dia 8)             | Eliminada (Dia 8)             | Eliminada (Dia 8)           | 1               |
|                     | Bambam              | Casa BBB                               | Desistente (Dia 5)      | Desistente (Dia 5)        | Desistente (Dia 5)           | Desistente (Dia 5)         | Desistente (Dia 5)            | Desistente (Dia 5)        | Desistente (Dia 5)        | Desistente (Dia 5)         | Desistente (Dia 5)            | Desistente (Dia 5)        | Desistente (Dia 5)         | Desistente (Dia 5)       | Desistente (Dia 5)            | Desistente (Dia 5)            | Desistente (Dia 5)          | 0               |
|                     | André Coelho        | Bolha BBB                              | Eliminado (Bolha)       | Eliminado (Bolha)         | Eliminado (Bolha)            | Eliminado (Bolha)          | Eliminado (Bolha)             | Eliminado (Bolha)         | Eliminado (Bolha)         | Eliminado (Bolha)          | Eliminado (Bolha)             | Eliminado (Bolha)         | Eliminado (Bolha)          | Eliminado (Bolha)        | Eliminado (Bolha)             | Eliminado (Bolha)             | Eliminado (Bolha)           | —               |
|                     | Bernardo            | Bolha BBB                              | Eliminado (Bolha)       | Eliminado (Bolha)         | Eliminado (Bolha)            | Eliminado (Bolha)          | Eliminado (Bolha)             | Eliminado (Bolha)         | Eliminado (Bolha)         | Eliminado (Bolha)          | Eliminado (Bolha)             | Eliminado (Bolha)         | Eliminado (Bolha)          | Eliminado (Bolha)        | Eliminado (Bolha)             | Eliminado (Bolha)             | Eliminado (Bolha)           | —               |
|                     | Kelly               | Bolha BBB                              | Eliminada (Bolha)       | Eliminada (Bolha)         | Eliminada (Bolha)            | Eliminada (Bolha)          | Eliminada (Bolha)             | Eliminada (Bolha)         | Eliminada (Bolha)         | Eliminada (Bolha)          | Eliminada (Bolha)             | Eliminada (Bolha)         | Eliminada (Bolha)          | Eliminada (Bolha)        | Eliminada (Bolha)             | Eliminada (Bolha)             | Eliminada (Bolha)           | —               |
|                     | Samara              | Bolha BBB                              | Eliminada (Bolha)       | Eliminada (Bolha)         | Eliminada (Bolha)            | Eliminada (Bolha)          | Eliminada (Bolha)             | Eliminada (Bolha)         | Eliminada (Bolha)         | Eliminada (Bolha)          | Eliminada (Bolha)             | Eliminada (Bolha)         | Eliminada (Bolha)          | Eliminada (Bolha)        | Eliminada (Bolha)             | Eliminada (Bolha)             | Eliminada (Bolha)           | —               |
|                     |                     |                                        |                         |                           |                              |                            |                               |                           |                           |                            |                               |                           |                            |                          |                               |                               |                             |                 |
| Notas               | Notas               | 1                                      | 2, 3, 4                 | (nenhuma)                 | 5                            | 6, 7                       | 8, 9, 10                      | 11                        | 12                        | 13                         | 14, 15, 16                    | 17                        | 18, 19                     | (nenhuma)                | 20                            | 21, 22                        | 23                          |                 |
| Paredão             | Paredão             | André Coelho Bernardo Marcello         | Aline Ivan              | Anamara Dhomini           | Anamara Marcello             | Aslan Marcello             | Fani Marcello Yuri            | Eliéser Fernanda Marien   | Eliéser Ivan Kamilla      | Eliéser Marcello Nasser    | Fani Kamilla Marcello         | Anamara Fani Nasser       | Andressa Kamilla Nasser    | Fani Nasser              | André Fernanda                | Fernanda Natália              | Andressa Fernanda Nasser    |                 |
| Paredão             | Paredão             | Kamilla Kelly Samara                   | Aline Ivan              | Anamara Dhomini           | Anamara Marcello             | Aslan Marcello             | Fani Marcello Yuri            | Eliéser Fernanda Marien   | Eliéser Ivan Kamilla      | Eliéser Marcello Nasser    | Fani Kamilla Marcello         | Anamara Fani Nasser       | Andressa Kamilla Nasser    | Fani Nasser              | André Fernanda                | Fernanda Natália              | Andressa Fernanda Nasser    |                 |
| Desistente          | Desistente          | (nenhum)                               | Bambam                  | (nenhum)                  | (nenhum)                     | (nenhum)                   | (nenhum)                      | (nenhum)                  | (nenhum)                  | (nenhum)                   | (nenhum)                      | (nenhum)                  | (nenhum)                   | (nenhum)                 | (nenhum)                      | (nenhum)                      | (nenhum)                    |                 |
| Eliminado           | Eliminado           | André Coelho Não divulgado para entrar | Aline 77% para eliminar | Dhomini 54% para eliminar | Anamara 57% para beneficiar  | Aslan 79% para eliminar    | Yuri 45,68% para eliminar     | Marien 51% para eliminar  | Ivan 48% para eliminar    | Eliéser 46% para eliminar  | Marcello 47,35% para eliminar | Anamara 48% para eliminar | Kamilla 68% para eliminar  | Fani 62% para eliminar   | André 74,87% para eliminar    | Natália 66,39% para eliminar  | Andressa 8,92% para vencer  |                 |
| Eliminado           | Eliminado           | Bernardo Não divulgado para entrar     | Aline 77% para eliminar | Dhomini 54% para eliminar | Anamara 57% para beneficiar  | Aslan 79% para eliminar    | Yuri 45,68% para eliminar     | Marien 51% para eliminar  | Ivan 48% para eliminar    | Eliéser 46% para eliminar  | Marcello 47,35% para eliminar | Anamara 48% para eliminar | Kamilla 68% para eliminar  | Fani 62% para eliminar   | André 74,87% para eliminar    | Natália 66,39% para eliminar  | Andressa 8,92% para vencer  |                 |
| Eliminado           | Eliminado           | Kelly Não divulgado para entrar        | Aline 77% para eliminar | Dhomini 54% para eliminar | Anamara 57% para beneficiar  | Aslan 79% para eliminar    | Yuri 45,68% para eliminar     | Marien 51% para eliminar  | Ivan 48% para eliminar    | Eliéser 46% para eliminar  | Marcello 47,35% para eliminar | Anamara 48% para eliminar | Kamilla 68% para eliminar  | Fani 62% para eliminar   | André 74,87% para eliminar    | Natália 66,39% para eliminar  | Nasser 28,29% para vencer   |                 |
| Eliminado           | Eliminado           | Samara Não divulgado para entrar       | Aline 77% para eliminar | Dhomini 54% para eliminar | Anamara 57% para beneficiar  | Aslan 79% para eliminar    | Yuri 45,68% para eliminar     | Marien 51% para eliminar  | Ivan 48% para eliminar    | Eliéser 46% para eliminar  | Marcello 47,35% para eliminar | Anamara 48% para eliminar | Kamilla 68% para eliminar  | Fani 62% para eliminar   | André 74,87% para eliminar    | Natália 66,39% para eliminar  | Nasser 28,29% para vencer   |                 |
| Outras %            | Outras %            | Marcello Não divulgado para entrar     | Ivan 23% para eliminar  | Anamara 46% para eliminar | Marcello 43% para beneficiar | Marcello 21% para eliminar | Marcello 44,56% para eliminar | Eliéser 41% para eliminar | Eliéser 44% para eliminar | Nasser 41% para eliminar   | Kamilla 46,55% para eliminar  | Nasser 36% para eliminar  | Andressa 24% para eliminar | Nasser 38% para eliminar | Fernanda 25,13% para eliminar | Fernanda 33,61% para eliminar | Fernanda 62,79% para vencer |                 |
| Outras %            | Outras %            | Kamilla Não divulgado para entrar      | Ivan 23% para eliminar  | Anamara 46% para eliminar | Marcello 43% para beneficiar | Marcello 21% para eliminar | Fani 9,76% para eliminar      | Fernanda 8% para eliminar | Kamilla 8% para eliminar  | Marcello 13% para eliminar | Fani 6,10% para eliminar      | Fani 16% para eliminar    | Nasser 8% para eliminar    | Nasser 38% para eliminar | Fernanda 25,13% para eliminar | Fernanda 33,61% para eliminar | Fernanda 62,79% para vencer |                 |

### Legendas
|          | Novatos da casa                             |           |                                         | Veteranos da casa |
|          | Entrou na casa depois do início do programa |           | Não chegou a entrar na casa             |                   |
| Casa BBB | Entrou diretamente na casa                  | Bolha BBB | Ficou primeiramente numa bolha de vidro |                   |

### Tá com Tudo / Tá com Nada
|          | Sem 1 | Sem 2 | Sem 3 | Sem 4 | Sem 5 | Sem 6 | Sem 7 | Sem 8 | Sem 9 | Sem 10 | Sem 11 |
| -------- | ----- | ----- | ----- | ----- | ----- | ----- | ----- | ----- | ----- | ------ | ------ |
| Fernanda | TcN   | TcT   | TcN   | TcT   | TcT   | TcT   | TcN   | TcN   | TcT   | TcT    | TcT    |
| Nasser   | TcN   | TcT   | TcT   | TcN   | TcT   | TcN   | TcT   | TcT   | TcN   | TcN    | TcT    |
| Andressa | TcN   | TcT   | TcN   | TcT   | TcN   | TcN   | TcT   | TcT   | TcN   | TcT    | TcT    |
| Natália  | TcT   | TcN   | TcT   | TcN   | TcN   | TcN   | TcT   | TcN   | TcN   | TcN    | TcT    |
| André    | TcN   | TcT   | TcN   | TcT   | TcT   | TcT   | TcN   | TcT   | TcT   | TcT    |        |
| Fani     | TcT   | TcN   | TcT   | TcN   | TcN   | TcN   | TcN   | TcT   | TcT   | TcN    |        |
| Kamilla  |       | TcN   | TcN   | TcT   | TcT   | TcT   | TcT   | TcT   | TcT   |        |        |
| Anamara  | TcT   | TcN   | TcT   | TcN   | TcT   | TcT   | TcN   | TcN   |       |        |        |
| Marcello |       | TcN   | TcN   | TcT   | TcN   | TcN   | TcT   | TcN   |       |        |        |
| Eliéser  | TcT   | TcN   | TcT   | TcN   | TcT   | TcT   | TcN   |       |       |        |        |
| Ivan     | TcN   | TcT   | TcN   | TcT   | TcN   | TcN   |       |       |       |        |        |
| Marien   | TcN   | TcT   | TcN   | TcT   | TcN   |       |       |       |       |        |        |
| Yuri     | TcT   | TcN   | TcT   | TcN   |       |       |       |       |       |        |        |
| Aslan    | TcN   | TcT   | TcT   |       |       |       |       |       |       |        |        |
| Dhomini  | TcT   | TcN   |       |       |       |       |       |       |       |        |        |
| Aline    | TcN   |       |       |       |       |       |       |       |       |        |        |
| Bambam   | TcT   |       |       |       |       |       |       |       |       |        |        |

## Classificação geral
| Pos.  | Participante      | Meio de indicação         | % dos votos   | Eliminado em |
| ----- | ----------------- | ------------------------- | ------------- | ------------ |
| 1     | Fernanda Keulla   | Finalista                 | 62,79%        | —            |
| 2     | Nasser Rodrigues  | Finalista                 | 28,29%        | —            |
| 3     | Andressa Ganacin  | Finalista                 | 8,92%         | —            |
| 4     | Natália Casassola | Líder (Andressa)          | 66,39%        | Semana 11    |
| 5     | André Martinelli  | Líder (Nasser)            | 74,87%        | Semana 10    |
| 6     | Fani Pacheco      | Casa (3 votos)            | 62%           | Semana 10    |
| 7     | Kamilla Salgado   | Caixa Surpresa (Andressa) | 68%           | Semana 9     |
| 8     | Anamara Barreira  | Casa (2 votos)            | 48%           | Semana 8     |
| 9     | Marcello Soares   | Big Fone (André)          | 47,35%        | Semana 8     |
| 10    | Eliéser Ambrósio  | Big Fone (Eliéser)        | 46%           | Semana 7     |
| 11    | Ivan Marcondes    | Casa (4 votos)            | 48%           | Semana 6     |
| 12    | Marien Carretero  | Líder (Kamilla)           | 51%           | Semana 5     |
| 13    | Yuri Fernandes    | Casa (3 votos)            | 45,68%        | Semana 4     |
| 14    | Aslan Cabral      | Líder (Anamara)           | 79%           | Semana 3     |
| 15    | Dhomini Ferreira  | Casa (6 votos)            | 54%           | Semana 2     |
| 16    | Aline Mattos      | Líder (Fani)              | 77%           | Semana 1     |
| 17    | Kleber Bambam     | Desistente                | Desistente    | Semana 1     |
| 18–21 | André Coelho      | Casa de Vidro             | Não divulgado | Semana 1     |
| 18–21 | Bernardo Lima     | Casa de Vidro             | Não divulgado | Semana 1     |
| 18–21 | Kelly Baron       | Casa de Vidro             | Não divulgado | Semana 1     |
| 18–21 | Samara Fonseca    | Casa de Vidro             | Não divulgado | Semana 1     |